# Iban (langue)
Cet article concerne la langue iban. Pour le numéro bancaire IBAN, voir ISO 13616.
Pour les articles homonymes, voir Iban.
L’iban (ou dayak de la mer) est une langue austronésienne parlée sur l’île de Bornéo par l'ethnie Iban, principalement en Malaisie (État de Sarawak, sur la rivière Sadong, au nord de Bintulu), ainsi qu'au Brunei et en Indonésie, dans le Kalimantan. La langue appartient à la branche malayo-polynésienne des langues austronésiennes.

## Classification
L’iban est une des langues malaisiennes, un groupe des langues malayo-polynésiennes occidentales. Il est parfois considéré comme faisant partie d'un sous-groupe ibanien.

## Phonologie
Les tableaux présentent la phonologie de l’iban parlé au Sarawak.

### Voyelles
|         | Antérieure | Centrale | Postérieure |
| ------- | ---------- | -------- | ----------- |
| Fermée  | i [i]      |          | u [u]       |
| Moyenne | e [e]      | ə [ə]    | o [o]       |
| Ouverte |            | a [a]    |             |

### Consonnes
|              |              | Bilabiales | Alvéolaires | Dorsales | Dorsales | Glottales |
| Palatales    | Vélaires     | Bilabiales | Alvéolaires |          |          | Glottales |
| ------------ | ------------ | ---------- | ----------- | -------- | -------- | --------- |
| Occlusives   | Sourde       | p [p]      | t [t]       |          | k [k]    | q [ʔ]     |
| Occlusives   | Sonore       | b [b]      | d [d]       |          | g [g]    |           |
| Fricative    | Fricative    |            | s [s]       |          |          | h [h]     |
| Affriquée    | Sourde       |            |             | c [t͡ʃ]   |          |           |
| Affriquée    | Sonore       |            |             | j [d͡ʒ]   |          |           |
| Nasale       | Nasale       | m [m]      | n [n]       | ny [ɲ]   | ng [ŋ]   |           |
| liquide      | liquide      |            | l [l]       |          |          |           |
| roulée       | roulée       |            | r [r]       |          |          |           |
| Semi-voyelle | Semi-voyelle | w [w]      |             | y [j]    |          |           |

## Sources
- (en) Asmah Haji Omar, The Iban Language, The Sarawak Museum Journal, vol. XXV, no 46, p. 81-100, 1977.